# 陳景元 (清朝)
陈景元，号石闾，汉军镶红旗人。清朝布衣诗人。

## 生平
陈景元约于乾隆初年前后在世。以诗著名，与正黄旗汉军隐士诗人李锴交友唱和。他和戴亨、马长海合称“辽东三老”。诗作拟孟郊、贾岛，写字仿晋人，作诗宗汉魏，想要自拔于流俗之上。著有《石闾集》一卷。诗歌载沈德潜《 國朝詩别裁集》卷30。